# Frederick Ponsonby (6e comte de Bessborough)
Frederick George Brabazon Ponsonby, 6e comte de Bessborough (11 septembre 1815 - 11 mars 1895) est un homme politique, avocat et pair anglo-irlandais.

## Biographie

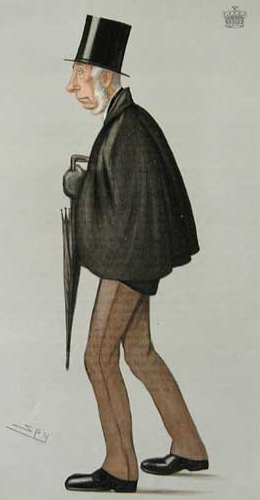
Caricature du 6e comte de Bessborough du 20 octobre 1888 (Spy parue dans Vanity Fair).

Il est né à Marylebone, troisième fils de John Ponsonby (4e comte de Bessborough), et de son épouse, Maria Fane. Il fait ses études à Harrow et au Trinity College, à Cambridge. En 1837, il est admis au Lincoln's Inn et est admis au barreau en 1840 . Il hérite du comté le 28 janvier 1880 lorsque son frère aîné John Ponsonby (5e comte de Bessborough) meurt sans héritier.

## Cricket
Tout au long de sa carrière dans le cricket, il est connu sous le nom de Hon. Frédéric Ponsonby. Il joue à la fois à Harrow et à l'Université de Cambridge, au bâton droitier. Il est un joueur actif jusque vers 1845. Après quoi, à la suite d'une blessure au bras, il ne peut jouer que sporadiquement. Il est un fondateur du club de cricket du comté de Surrey et est élu son premier vice-président. Il est également l'un des fondateurs de I Zingari et de la compagnie de théâtre amateur Old Stagers.
Il est un joueur de cricket de première classe de 1834 à 1856 pour le Surrey County Cricket Club, le Cambridge Town Club (également appelé Cambridgeshire), la Cambridge University (CUCC) et Marylebone Cricket Club (MCC).

## Vie privée
Lord Bessborough décède à Westminster le 11 mars 1895. Il ne s'est jamais marié et est remplacé au comté par son frère cadet, Walter Ponsonby (7e comte de Bessborough).